# صاحب السعادة (مسلسل)
صاحب السعادة مسلسل تلفزيوني مصري كوميدي عرض في رمضان 1435هـ/2014م. المسلسل من بطولة عادل إمام ولبلبة، تأليف يوسف معاطي وإخراج رامي إمام.

## القصة
تدور أحداث المسلسل في إطار كوميدي حول حياة بهجت (عادل إمام) بعد تقاعده من عمله، مع زوجته وأبناءه وأحفاده، وما يلاقيه من مشاكل بسبب غيرة زوجته الشديدة عليه، ومشاكل مع أبناءه وأزواجهم، وأحفاده بسبب اختلاف الأجيال بينهم.
بينما في المسلسل عائلة لطفي لبيب وهو ساكن يعاني من مشاكل الجيران بهجت وعائلته وتدور مشاهد كوميدية جميلة.
وتستمر الأحداث بمشاكل مع البنك ووزير الداخلية (خالد زكي) فيتم نقلهم إلى شارع فوضوي بعدما كانوا في شارع راقي٬ وشخصية الزعيم في الفيلم شخص يبحث عن السعادة مهما حصل وفي أي مكان ذهب اليه حتى في السجن وقد حدثت مشاكل
بين بهجت ووزير الداخلية وبعد حوار شيق بينهما تكلل بتصالحهما٬ خطف بهجت لكن الشرطة وسيف انقذوه وفي النهاية تزوج
سيف وبوسي.

## طاقم العمل
- عادل إمام: بهجت أبو الخير
- لبلبة: عيشة زوجة بهجت أبو الخير
- خالد زكي: فاروق شهاب الدين وزير الداخلية
- محمد امام: النقيب سيف خطيب بوسي أبو الخير
- إدوارد: الشيف شلبي زوج فرح أبو الخير
- خالد سرحان: رمزي زوج بهيجة أبو الخير
- ياسر فرج: ايهاب (بيبو) زوج سعاد أبو الخير
- إنجي وجدان: فرح احدى بنات بهجت أبو الخير
- امينة خليل: زهرة احدى بنات بهجت أبو الخير
- نادية خيري: بهيجة احدى بنات بهجت أبو الخير
- ليلى عربي: سعاد احدى بنات بهجت أبو الخير
- تارا عماد: بوسي احدى بنات بهجت أبو الخير
- لطفي لبيب: الحج عبد العزيز جار بهجت أبو الخير
- نهال عنبر: اللواء وجيدة الاسيوطي زوجة وزير الداخلية
- أحمد حلاوة: العميد زكريا الشرلوبي مأمور شرطة 6 أكتوبر
- إسماعيل محمود: الحاج ماضي عديل بهجت أبو الخير وأبو بكري
- أشرف زكي: الاستاذ عطية محامي عيلة أبو الخير
- رياض الخولي: المعلم عبده الاسد صديق بهجت وأبو عزوز
- سلمى غريب: حياة اخت عيشة وزوجة الحاج ماضي
- صفاء جلال: ابلة عواطف زوجة الاستاذ حسن الاتم
- خالد عليش: بيومي مولوتوف صديق بهجت في السجن
- منصور أمين: المقدم أحمد مدير مكتب وزير الداخلية
- أحمد فتحي: عزوز ابن المعلم عبده الاسد الذي يقوم بخطف بهجت
- أحمد سعد (توضيح): نادر زوج سلوى
- محمد علي رزق: صلاح صديق رمزي
- رحاب حسين: سلوى بنت وزير الداخلية واخت النقيب سيف
- أحمد عبد العزيز (توضيح): بكري ابن الحج ماضي وابن اخت عيشة
- هاني عادل: فوزي طليق زهرة أبو الخير
- أحمد عيد: الاستاذ حسن الاتم
- علي منصور